# 田澤耕
田澤 耕（たざわ こう、1953年9月22日 - 2022年9月24日）は、日本の言語学者、翻訳家。カタルーニャ語・スペイン文化研究者。法政大学国際文化学部名誉教授。
カタルーニャ州政府サン・ジョルディ十字勲章受章、日本国外務大臣表彰。カタルーニャ文化の日本への紹介、カタルーニャ語文学の日本語への翻訳のみならず、日本文化をカタルーニャ語でカタルーニャに紹介し、日本文学をカタルーニャ語に翻訳することにも力を入れている。アル・プン・アブイ紙、アラ紙などカタルーニャ語の新聞・雑誌への寄稿も多数ある。神奈川県横浜市出身。

## 経歴
1953年、神奈川県横浜市に生まれる。山手学院中学校・高等学校を経て1976年に一橋大学社会学部を卒業し、東京銀行（現三菱UFJ銀行）に入行。国際金融等を担当し1979年スペイン語語学研修生としてバルセロナ派遣。3年間のマドリード支店勤務等を経て1984年退職。大阪外国語大学大学院外国語学研究科イスパニア語学専攻博士課程前期を修了する。
1996年にバルセロナ大学カタルーニャ語学研究科カタルーニャ語学専攻を修了する。バルセロナ大学にて博士号（カタルーニャ語学）を取得。
長崎外国語短期大学外国語学科助手・専任講師・助教授、関西外国語大学外国語学部スペイン語学科専任講師、バルセロナ大学現代語研究所日本語専攻主任講師を経て、法政大学国際文化学部教授に就任する。
2019年4月、法政大学名誉教授。
2003年、カタルーニャ州政府よりサン・ジョルディ十字勲章を受章し） 2009年に外務大臣表彰を受ける。2018年、カタルーニャ語作家協会Associació d'Escriptors en Llengua Catalana (AELC)名誉会員に選出される。2019年、ラモン・リュイ財団国際賞（Premi Internacional Ramon Llull de catalanística i a la diversitat cultural）受賞。
2022年9月24日、大腸がんのため死去。69歳没。

## 主な著書・訳書

### 日本語の著書

#### 単著
- 『カタルーニャ語文法入門』（大学書林） 1991
- 『カタルーニャ50のQ&A』（新潮選書） 1992
- 『ガウディ建築入門』（新潮社） 1992
- 『カタルーニャ語読本』（大学書林） 1993
- 『スペインの言語』（共著、同朋舎出版） 1996
- 『物語 カタルーニャの歴史』（中央公論新社、中公新書） 2000、のち増補版 2019
- 『エクスプレス カタルーニャ語』（白水社） 2001
- 『カタルーニャ語辞典』（大学書林） 2002
- 『日本語カタルーニャ語辞典』（大学書林） 2007
- 『ニューエクスプレス カタルーニャ語』（白水社） 2010
- 『ガウディ伝 - ｢時代の意志」を読む』（中公新書） 2011
- 『レアルとバルサ 怨念と確執のルーツ』（中公新書ラクレ） 2013
- 『カタルーニャを知る事典』（平凡社新書） 2013
- 『カタルーニャ語小辞典』（大学書林） 2013
- 『〈辞書屋〉列伝 - 言葉に憑かれた人びと』（中公新書） 2014
- 『詳しく学ぶカタルーニャ語文法』（白水社） 2021
- 『カタルーニャ語 小さなことば 僕の人生』（左右社） 2022
- 『僕たちのバルセロナ』（西田書店） 2022

#### 共著
- 『社会 人間とことば』（文化評論出版） 1997
- 『スペイン讃歌』(春秋社） 1992
- 『スペインの言語』(同朋舎出版） 1995
  - 『スペインの言語』（同朋舎出版） 1996
- 『世界の文字事典』（丸善出版） 2015
- 『西洋近代の都市と芸術 - バルセロナ カタルーニャ文化の再生と展開』（竹林舎） 2017
- 『世界の公用語事典』(丸善出版） 2022

### カタルーニャ語から日本語への翻訳
- 『君の名はオルガ - 父からダウン症の娘への手紙』（ジュゼップ・M・アスピナス、春秋社） 1992
- 『バルセロナ・ストーリーズ』（水声社） 1992
- 『実践としての芸術』（アントニ・タピエス、水声社） 1996
- 『引き船道』（ジェズス・ムンカダ、田澤佳子共訳、現代企画室） 1999
- 『冷たい肌』（アルベール・サンチェス・ピニョル、中央公論新社） 2005
- 『ティラン・ロ・ブラン』（J・マルトゥレイ, M・J・ダ・ガルバ、岩波書店） 2007、のち改訂版 岩波文庫（全4巻） 2016 - 2017
- 『Barca : 素顔のバルサ』（シャビエー・トラス, サンティ・パドロー、経済界） 2011
- 『マリョルカの八つのルンダリャ』（アントニ・M・アルクベー, マリア-ピラー=ペレア編、MRR） 2012
- 『ちょっと嫌なこと』（La Murga、モンセ・コスタス、 Costas Montserrat, Lapislàtzuli） 2013
- 『ダイヤモンド広場』（マルセー・ルドゥレダ、岩波文庫） 2019

### その他の言語から日本語への翻訳
- 『ファラベウフ あるいはある瞬間の記録』（サルバドール・エリソンド、水声社） 1991
- 『バルセロナ ある地中海都市の歴史』（ロバート・ヒューズ、新潮社） 1994
- 『カタルーニャの歴史と文化』（M・ジンマーマン, M=C・ジンマーマン、白水社、文庫クセジュ） 2006
- 『構造統語論要説』（ルシアン・テニエール、共訳、研究社） 2007
- 『中村俊輔 スコットランドからの喝采』（マーティン・グレイグ、東本貢司監修、集英社） 2009
- 『ボルヘスさん家(ち)で』（アルベルト・マンゲル、集英社、すばる） 2016

### カタルーニャ語の著書
- Catalunya i un japonès, La Campana (1993)
- Cartes a Yu i Kei, La Campana (1995)
- La cuina japonesa a Catalunya, Columna Edicions (2000)
- En Yu i en Kei tornen al Japó, La Galera (2005)
- Dietari d’un japonès: entre el terratrèmol, el tsunami i la fuita radioactiva, Lapislàtzluli (2012)
- La Murga, Costas Montserrat, Lapislàtzuli (2013)
- Petjades d’un japonès (Catalunya i un japonès 30 anys després), Lapislàtzluli (2022)

### 日本語からカタルーニャ語への翻訳
- 『潮騒』（三島由紀夫）La remor de les onades, Ara Llibres (2008)
- 『金閣寺』（三島由紀夫） El temple del pavelló daurat, Barcelona, Amsterdam Llibres (2011)
- 「十七字で言えること」（川本皓嗣）“Què pot dir amb disset síl.lebes”, Revista de Catalunya (Gener・Febrer・Març de 2022)

#### カタルーニャ語版 日本文学短編選集 (Sèrie Literatura Japonesa)
全10巻
1. 『たけくらべ』（樋口一葉） A veure qui és més alt. Midori, una petita geisha, Lapislàtzuli (2015)
2. 『阿部一族』（森鷗外） Harakiri. El cas de la família Abe, Lapislàtzuli (2015)
3. 『夢十夜 ほか』（夏目漱石） Deu nits, deu somnis, Lapislàtzuli (2016)
4. 『羅生門 ほか』（芥川龍之介） Rashomon, Lapislàtzuli (2017)
5. 『春琴抄』（谷崎潤一郎） Història de Shunkin, Lapislàtzuli (2017)
6. 『小僧の神様 ほか』（志賀直哉） Un aprenent i el seu déu, Lapislàtzuli (2019)
7. 『人間椅子ほか』（江戸川乱歩） L’home butaca, Lapislàtzuli (2019)
8. 『桜の森の満開の下 ほか』（坂口安吾） Sota un bosc de cirerers plenament florit, Lapislàtzuli (2020)
9. 『銀河鉄道の夜 ほか』（宮沢賢治） Tren nocturn de la Galàxia, Lapislàtzuli (2020)
10. 『人間失格』（太宰治） L’home infrahumà, Lapislàtzuli (2021)